# Aeropuerto de Faro
El Aeropuerto Internacional de Faro (en portugués: Aeroporto Internacional de Faro) (IATA: FAO, OACI: LPFR) está situado en la ciudad de Faro en la región del Algarve, al sur de Portugal. Es el tercero más importante del país, por detrás del aeropuerto de Portela en Lisboa y del aeropuerto Francisco Sa Carneiro de Oporto, y mantiene un incremento de viajeros muy alto, sobre todo, gracias a las compañías de bajo coste. Para hacer frente a este incremento de tránsito, el aeropuerto ha sido ampliado y modernizado en los últimos años.
En 2019 el aeropuerto tuvo un tráfico de 9.008.991 pasajeros.

## Aerolíneas y destinos

### Destinos nacionales
| Ciudades           | Aeropuerto                                  | Aerolíneas       |
| Portugal           | Portugal                                    | Portugal         |
| ------------------ | ------------------------------------------- | ---------------- |
| Azores             |                                             |                  |
| Ponta Delgada      | Aeropuerto de Ponta Delgada - João Paulo II | Azores Airlines  |
| Distrito de Oporto |                                             |                  |
| Oporto             | Aeropuerto de Oporto-Francisco Sá Carneiro  | Ryanair          |
| Distrito de Lisboa |                                             |                  |
| Lisboa             | Aeropuerto Humberto Delgado                 | TAP Air Portugal |

### Destinos internacionales
| Ciudades por países | Nombre del aeropuerto                             | Aerolíneas                                                                     |
| África              | África                                            | África                                                                         |
| ------------------- | ------------------------------------------------- | ------------------------------------------------------------------------------ |
| Marruecos           |                                                   |                                                                                |
| Marrakech           | Aeropuerto de Marrakech                           | Ryanair (Estacional)                                                           |
| América del Norte   |                                                   |                                                                                |
| Canadá              |                                                   |                                                                                |
| Toronto             | Aeropuerto Internacional Toronto Pearson          | Air Transat (estacional)                                                       |
| Estados Unidos      |                                                   |                                                                                |
| Newark              | Aeropuerto Internacional Libertad de Newark       | United Airlines (Estacional)                                                   |
| Europa              |                                                   |                                                                                |
| Alemania            |                                                   |                                                                                |
| Berlín              | Aeropuerto de Berlín-Brandeburgo                  | Eurowings / Ryanair                                                            |
| Colonia             | Aeropuerto de Colonia/Bonn                        | Ryanair / Eurowings (Estacional)                                               |
| Düsseldorf          | Aeropuerto Internacional de Düsseldorf            | Condor (Estacional) / Eurowings / TUIfly (Estacional)                          |
| Frankfurt           | Aeropuerto de Fráncfort del Meno                  | Condor (Estacional) / Lufthansa / TUIfly (Estacional)                          |
| Hahn                | Aeropuerto de Fráncfort-Hahn                      | Ryanair                                                                        |
| Hamburgo            | Aeropuerto de Colonia/Bonn                        | Condor (Estacional) / Eurowings / Marabu (Estacional)                          |
| Hannover            | Aeropuerto de Hannover                            | Eurowings (Estacional) / TUIfly (Estacional)                                   |
| Karlsruhe           | Aeropuerto de Karlsruhe-Baden Baden               | Ryanair                                                                        |
| Leipzig             | Aeropuerto de Leipzig/Halle                       | Condor (Estacional) / Marabu (Estacional)                                      |
| Memmingen           | Aeropuerto de Memmingen                           | Ryanair (estacional)                                                           |
| Múnich              | Aeropuerto de Múnich                              | Condor (Estacional) / Lufthansa                                                |
| Núremberg           | Aeropuerto de Núremberg-Albrecht Dürer            | Ryanair                                                                        |
| Stuttgart           | Aeropuerto de Stuttgart                           | Eurowings (Estacional) / TUIfly (Estacional)                                   |
| Weeze               | Aeropuerto de Weeze                               | Ryanair                                                                        |
| Austria             |                                                   |                                                                                |
| Viena               | Aeropuerto Internacional de Viena                 | Ryanair                                                                        |
| Bélgica             |                                                   |                                                                                |
| Bruselas            | Aeropuerto de Bruselas-National                   | Brussels Airlines / Transavia / TUI fly Belgium (Estacional)                   |
| Charleroi           | Aeropuerto de Charleroi-Bruselas Sur              | Ryanair                                                                        |
| Dinamarca           |                                                   |                                                                                |
| Copenhague          | Aeropuerto de Copenhague-Kastrup                  | Norwegian / Ryanair / SAS                                                      |
| España              |                                                   |                                                                                |
| Barcelona           | Aeropuerto Josep Tarradellas Barcelona-El Prat    | Ryanair (Estacional) / Vueling (Estacional)                                    |
| Madrid              | Aeropuerto Adolfo Suárez Madrid-Barajas           | Iberia (Estacional) / Ryanair (Estacional)                                     |
| Bilbao              | Aeropuerto de Bilbao                              | Vueling                                                                        |
| Finlandia           |                                                   |                                                                                |
| Helsinki            | Aeropuerto de Helsinki-Vantaa                     | Finnair                                                                        |
| Francia             |                                                   |                                                                                |
| Beauvais            | Aeropuerto de Beauvais-Tillé                      | Ryanair                                                                        |
| Brest (Francia)     | Aeropuerto de Brest-Bretagne                      | Volotea (Estacional)                                                           |
| Burdeos             | Aeropuerto de Burdeos-Mérignac                    | easyJet (Estacional) / Transavia (Estacional)                                  |
| Estrasburgo         | Aeropuerto de Estrasburgo                         | Volotea (Estacional)                                                           |
| Lille               | Aeropuerto de Lille                               | Volotea (Estacional)                                                           |
| Lyon                | Aeropuerto de Lyon-Saint Exupéry                  | easyJet / Transavia (Estacional) / Volotea (Estacional)                        |
| Marsella            | Aeropuerto de Marsella-Provenza                   | Ryanair (Estacional)                                                           |
| Nantes              | Aeropuerto de Nantes Atlantique                   | easyJet (Estacional) / Transavia (Estacional) / Volotea (Estacional)           |
| Toulouse            | Aeropuerto de Toulouse-Blagnac                    | Ryanair (Estacional)                                                           |
| París               | Aeropuerto de París-Charles de Gaulle             | Air France (Estacional)                                                        |
| París               | Aeropuerto de París-Orly                          | easyJet / Transavia                                                            |
| Hungría             |                                                   |                                                                                |
| Budapest            | Aeropuerto Internacional de Budapest-Ferenc Liszt | Ryanair                                                                        |
| Irlanda             |                                                   |                                                                                |
| Cork                | Aeropuerto de Cork                                | Aer Lingus (Estacional) / Ryanair                                              |
| Dublín              | Aeropuerto de Dublín                              | Aer Lingus / Ryanair                                                           |
| Kerry               | Aeropuerto de Kerry                               | Ryanair (Estacional)                                                           |
| Knock               | Aeropuerto de Irlanda Oeste                       | Ryanair (Estacional)                                                           |
| Shannon             | Aeropuerto de Shannon                             | Ryanair (Estacional)                                                           |
| Islandia            |                                                   |                                                                                |
| Reikiavik           | Aeropuerto de Reikiavik                           | Play (aerolínea) (Estacional)                                                  |
| Italia              |                                                   |                                                                                |
| Bérgamo             | Aeropuerto de Bérgamo-Orio al Serio               | Ryanair                                                                        |
| Roma                | Aeropuerto de Roma-Fiumicino                      | Ryanair (Estacional)                                                           |
| Letonia             |                                                   |                                                                                |
| Riga                | Aeropuerto Internacional de Riga                  | AirBaltic (inicia el 6 de septiembre de 2025)                                  |
| Luxemburgo          |                                                   |                                                                                |
| Luxemburgo          | Aeropuerto de Luxemburgo                          | Luxair / Ryanair (Estacional)                                                  |
| Noruega             |                                                   |                                                                                |
| Oslo                | Aeropuerto de Oslo-Gardermoen                     | Norwegian (Estacional) / SAS (Estacional)                                      |
| Países Bajos        |                                                   |                                                                                |
| Ámsterdam           | Aeropuerto de Ámsterdam-Schiphol                  | easyJet (Estacional) / Transavia                                               |
| Eindhoven           | Aeropuerto de Eindhoven                           | Ryanair / Transavia                                                            |
| Róterdam            | Aeropuerto de Róterdam-La Haya                    | Transavia                                                                      |
| Polonia             |                                                   |                                                                                |
| Cracovia            | Aeropuerto de Cracovia-Juan Pablo II              | Ryanair (estacional)                                                           |
| Katowice            | Aeropuerto Internacional de Katowice              | Wizz Air (estacional) (inicia el 30 de marzo de 2026)                          |
| Reino Unido         |                                                   |                                                                                |
| Aberdeen            | Aeropuerto de Aberdeen                            | Ryanair (Estacional)                                                           |
| Belfast             | Aeropuerto Internacional de Belfast               | easyJet / Jet2.com (Estacional) / Ryanair                                      |
| Birmingham          | Aeropuerto de Birmingham                          | easyJet (Estacional) / Jet2.com / Ryanair / TUI Airways (Estacional)           |
| Bournemouth         | Aeropuerto de Bournemouth                         | Jet2.com (Estacional) / Ryanair                                                |
| Brístol             | Aeropuerto de Brístol                             | easyJet / Jet2.com (Estacional) / Ryanair                                      |
| Cardiff             | Aeropuerto de Cardiff                             | Ryanair (Estacional) / TUI Airways (estacional) (inicia el 21 de mayo de 2025) |
| Darlington          | Aeropuerto Internacional de Teesside              | Ryanair (Estacional)                                                           |
| Edimburgo           | Aeropuerto de Edimburgo                           | Jet2.com (Estacional) / Ryanair                                                |
| Exeter              | Aeropuerto de Exeter                              | Ryanair (Estacional)                                                           |
| Glasgow             | Aeropuerto de Glasgow                             | easyJet / Jet2.com (Estacional)                                                |
| Glasgow             | Aeropuerto de Glasgow Prestwick                   | Ryanair (Estacional)                                                           |
| Leeds               | Aeropuerto de Leeds-Bradford                      | Jet2.com / Ryanair                                                             |
| Liverpool           | Aeropuerto de Liverpool-John Lennon               | easyJet / Jet2.com (Estacional) / Ryanair                                      |
| Londres             | Aeropuerto de Londres-City                        | British Airways (Estacional)                                                   |
| Londres             | Aeropuerto de Londres-Gatwick                     | British Airways / easyJet / TUI Airways (Estacional) / Wizz Air (Estacional)   |
| Londres             | Aeropuerto de Londres-Heathrow                    | British Airways (Estacional)                                                   |
| Londres             | Aeropuerto de Londres-Luton                       | easyJet / Jet2.com (Estacional) / Ryanair                                      |
| Londres             | Aeropuerto de Londres-Southend                    | easyJet (Estacional)                                                           |
| Londres             | Aeropuerto de Londres-Stansted                    | Jet2.com (Estacional) / Ryanair                                                |
| Mánchester          | Aeropuerto de Mánchester                          | easyJet / Jet2.com / Ryanair / TUI Airways (Estacional)                        |
| Newcastle           | Aeropuerto Internacional de Newcastle             | EasyJet (estacional) (reinicia el 30 de marzo de 2026) / Jet2.com / Ryanair    |
| Newquay             | Aeropuerto de Newquay Cornwall                    | Ryanair (Estacional)                                                           |
| Norwich             | Aeropuerto Internacional de Norwich               | Ryanair (Estacional)                                                           |
| Nottingham          | Aeropuerto de East Midlands                       | Jet2.com / Ryanair / TUI Airways (Estacional)                                  |
| Southampton         | Aeropuerto de Southampton                         | easyJet (Estacional)                                                           |
| República Checa     |                                                   |                                                                                |
| Praga               | Aeropuerto de Praga-Václav Havel                  | Eurowings (Estacional)                                                         |
| Rumania             |                                                   |                                                                                |
| Bucarest            | Aeropuerto Internacional de Bucarest-Henri Coandă | Animawings (Estacional)                                                        |
| Suecia              |                                                   |                                                                                |
| Estocolmo           | Aeropuerto de Estocolmo-Arlanda                   | Norwegian (Estacional) / SAS (Estacional)                                      |
| Gotemburgo          | Aeropuerto de Gotemburgo-Landvetter               | SAS (Estacional)                                                               |
| Suiza               |                                                   |                                                                                |
| Basilea             | Aeropuerto de Basilea-Mulhouse-Friburgo           | EasyJet                                                                        |
| Ginebra             | Aeropuerto de Ginebra                             | EasyJet / Swiss (Estacional)                                                   |
| Zúrich              | Aeropuerto de Zúrich                              | EasyJet (Estacional) / Edelweiss Air                                           |

## Estadísticas
Ver fuente y consulta Wikidata.